# Оле Бьорнмосе
Оле Бьорнмосе (на датски Ole Bjørnmose), е бивш датски футболист, национал, роден на 7 април 1944 г. в Оденсе, починал на 6 септември 2006 в Стриб.
Започва професионалната си кариера с екипа на Оденсе Болдклуб. През 1966 преминава във Вердер Бремен. През първия си сезон изиграва едва пет мача, но след това успява да се наложи като титуляр и основна фигура в отбора. В периода 1971 – 1977 Бьорнмосе играе в Хамбургер, като печели две купи – Купата на Германия през 1976 (вкарва един от головете при победата с 2:0 над Кайзерслаутерн) и КНК през 1977 (не участва във финала срещу Андерлехт). До 13 април 2008 държи рекорда за чужденец с най-много мачове в Първа Бундеслига (323), но е задминат от Сергей Барбарез.
За националния отбор на Дания дебютира на 12 май 1971 г. срещу Португалия. Има 16 мача за „А“ отбора и два за младежките формации.
След като приключва активната си състезателна кариера през 1977-а, Бьорнмосе се вруща в родината си, където работи като електротехник във Фредерисия до пенсионирането си през 2006-а. Същата година почива внезапно.

## Успехи
- 1 х Носител на КНК: 1977 (с Хамбургер)
- 2 х Вицешампион на Германия: 1968 (с Вердер) и 1976 (с Хамбургер)
- 1 х Носител на Купата на Германия: 1976 (с Хамбургер)
- 1 х Финалист за Купата на Германия: 1974 (с Хамбургер)